# Попигай (река)
Попига́й — река в Красноярском крае на северо-западе Восточной Сибири.

## Название
Название происходит из языка нганасанов, «по» означает камень и «бигай» — река (каменистая река).

## География
Берёт начало из озера Чонно-Кюёле (Чонно-Кюель) на северной окраине Среднесибирского плоскогорья, впадает в устьевое расширение реки Хатанги. Течёт в порожистом русле, в нижнем течении — в пределах Северо-Сибирской низменности по широкой заболоченной долине.

## Гидрология
Питание в основном снеговое. Замерзает в октябре, вскрывается в июне. Длина — 532 км, площадь водосборного бассейна — 50,3 тыс. км². Средний расход воды около 400 м³/с.

## Притоки
Главные притоки: Рассоха и Фомич — слева.